# Heterostegania balia
Heterostegania balia är en fjärilsart som beskrevs av Louis Beethoven Prout 1932. Heterostegania balia ingår i släktet Heterostegania och familjen mätare. Inga underarter finns listade i Catalogue of Life.